# Allan Rock
Pour les articles homonymes, voir Rock (homonymie).
Allan Michael Rock (né le 30 août 1947) est un avocat, homme politique et diplomate canadien. Il fut ambassadeur du Canada aux Nations unies de 2004 à 2006 et a servi au sein du conseil des ministres de Jean Chrétien, notamment à titre de ministre de la Justice (1993 à 1997) et ministre de la Santé (1997 à 2002. Il a occupé le poste de recteur et vice-chancelier de l'Université d'Ottawa de juillet 2008 à juin 2016.

## Biographie

### Études
Né et élevé à Ottawa, il fait ses études à l'Université d'Ottawa, où il obtient deux baccalauréats, l'un en arts et l'autre en droit, et commence sa carrière d'avocat.
En 1970, alors qu'il était étudiant, il rencontre John Lennon et lui fait visiter Ottawa en voiture pendant qu'il l'accueillait pour une « conférence de paix » qu'il avait organisée. Il avait invité Lennon à Ottawa après le célèbre « bed-in » à Montréal. Il essaie de présenter Lennon à Pierre Trudeau, mais le premier ministre n'est pas à son domicile lorsqu'ils passent.

### Carrière politique
Sa carrière politique débute lorsqu'il est élu dans la circonscription ontarienne d'Etobicoke-Centre sous la bannière du Parti libéral du Canada lors de l'élection de 1993. Il est immédiatement nommé au conseil des ministres de Jean Chrétien à titre de ministre de la Justice et procureur général du Canada.
En tant que ministre de la Justice, Allan Rock est responsable de mener à bien le registre fédéral des armes à feu. Ce programme est marqué par des dépassements de coûts massifs, et plusieurs estiment que c'est l'une des raisons pour l'échec de sa candidature avortée à la direction du Parti libéral. Toutefois, sa carrière de ministre est régulièrement caractérisée par la controverse, allant de l'affaire de compensation aux victimes de sang souillé aux actions de son département dans l'affaire Airbus (qui prit fin avec des excuses publiques et un règlement de 2 000 000 $ en faveur de Brian Mulroney).
De 1997 à 2002, Rock est ministre de la santé. Après un remaniement ministériel, Rock est nommé ministre de l'Industrie en 2002 suivant le départ de Brian Tobin. Il déclare initialement qu'il se présente dans la course au leadership du Parti libéral pour remplacer Jean Chrétien, mais il se retire subséquemment.
Il est de confession catholique mais le magazine Catholic Insight d'Alphonse de Valk a déclaré qu'il était éligible pour auto-excommunication en raison de ses positions sur le mariage gay et l'avortement.

### Carrière diplomatique
Le 13 décembre 2003, il est nommé ambassadeur du Canada aux Nations unies ; il entre en fonctions au début de 2004. En tant qu'ambassadeur, il a pris la parole à l'Assemblée générale des Nations unies le 13 avril 2004 pour encourager la participation des États-membres au Processus de Kimberley.
Après l'élection du Parti conservateur du Canada, plusieurs rumeurs circulent dans les médias voulant qu'il soit bientôt remplacé au poste d'ambassadeur. On le mentionne également comme candidat potentiel à la succession de Paul Martin comme chef du Parti libéral du Canada, mais il annonce le 3 février 2006 qu'il ne serait pas candidat.
Rock remet sa démission en février et le 16 février 2006, le premier ministre nouvellement-élu Stephen Harper annonce la nomination de John McNee pour succéder à Rock. Rock demeure en poste jusqu'au 30 juin à la demande du premier ministre. Lors de son départ, il réclame une vaste réforme de l'ONU. Il annonce qu'il retourne à Windsor (Ontario) afin de reprendre sa carrière d'avocat.